# San-Felipe-Wüste

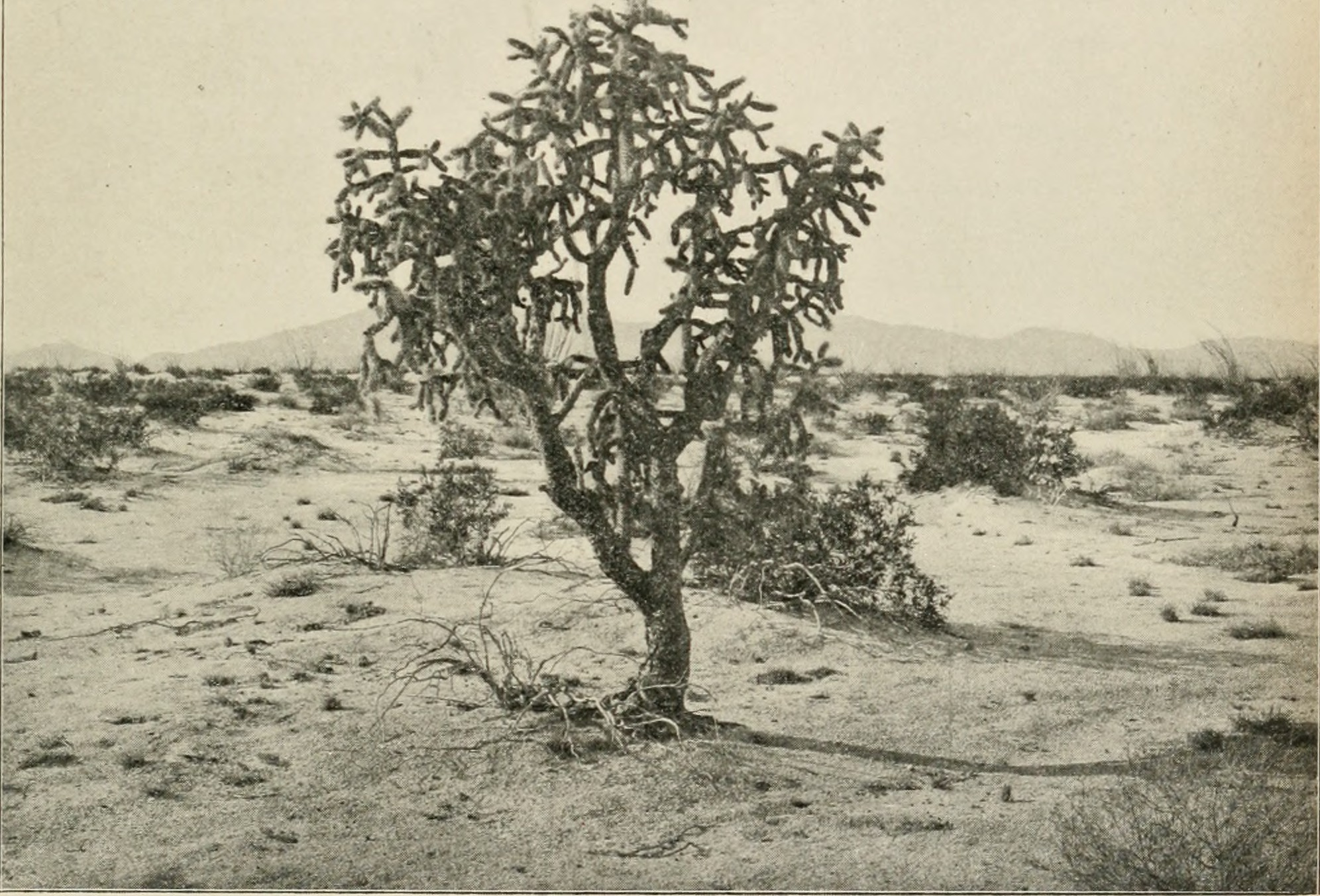
San-Felipe-Wüste

Die San-Felipe-Wüste ist eine trockene Wüste auf der Ostseite der Halbinsel Niederkalifornien im mexikanischen Bundesstaat Baja California. Die Wüste bekommt Regenschatten von den anliegenden Bergen. Trotz der Trockenheit hat die Wüste eine vielfältige Vegetation. In der Wüste wachsen verschiedene Arten von Ocotillos, Adam’s Trees und Blaue Hesperidenpalmen. Außerdem wachsen in der Wüste Creosote-Büsche, Salzbüsche und Marula-Bäume. Die Wüste ist eine Nebenwüste der Baja-California-Wüste.